# Serie A 1997 (Ecuador)
La Serie A 1997 è stata la 39ª edizione della massima serie del campionato di calcio dell'Ecuador, ed è stata vinta dal Barcelona, giunto al suo dodicesimo titolo.

## Formula
La stagione viene divisa in due fasi: Apertura e Clausura. La prima fa guadagnare un punto bonus a ciascuna squadra vincitrice di un girone; la seconda fase si disputa in un girone unico. Viene poi stilata una classifica complessiva: le prime 6 passano al girone finale; le ultime 4 al girone per la retrocessione.

## Apertura

### Gruppo 1
|  | Pos. | Squadra            | Pt | G  | V | N | P | GF | GS | DR  |
|  | ---- | ------------------ | -- | -- | - | - | - | -- | -- | --- |
|  | 1.   | Barcelona SC       | 20 | 10 | 6 | 2 | 2 | 17 | 8  | +9  |
|  | 2.   | El Nacional        | 18 | 10 | 5 | 3 | 2 | 21 | 11 | +10 |
|  | 2.   | Aucas              | 18 | 10 | 6 | 0 | 4 | 16 | 11 | +5  |
|  | 4.   | Deportivo Cuenca   | 16 | 10 | 4 | 4 | 2 | 13 | 13 | 0   |
|  | 5.   | Téc. Universitario | 10 | 10 | 2 | 4 | 4 | 12 | 16 | -4  |
|  | 6.   | Calvi              | 1  | 10 | 0 | 1 | 9 | 9  | 29 | -20 |

Barcelona 1 punto bonus.

### Gruppo 2
|  | Pos. | Squadra           | Pt | G  | V | N | P | GF | GS | DR  |
|  | ---- | ----------------- | -- | -- | - | - | - | -- | -- | --- |
|  | 1.   | LDU Quito         | 21 | 10 | 6 | 3 | 1 | 23 | 10 | +13 |
|  | 2.   | Olmedo            | 20 | 10 | 6 | 2 | 2 | 11 | 8  | +3  |
|  | 3.   | Emelec            | 18 | 10 | 5 | 3 | 2 | 20 | 11 | +9  |
|  | 4.   | ESPOLI            | 10 | 10 | 2 | 4 | 4 | 9  | 15 | -6  |
|  | 5.   | Deportivo Quito   | 6  | 10 | 1 | 3 | 6 | 10 | 17 | -7  |
|  | 6.   | Deportivo Quevedo | 5  | 10 | 0 | 5 | 5 | 6  | 18 | -12 |

LDU Quito 1 punto bonus.

## Clausura
|  | Pos. | Squadra            | Pt | G  | V  | N | P  | GF | GS | DR  |
|  | ---- | ------------------ | -- | -- | -- | - | -- | -- | -- | --- |
|  | 1.   | Barcelona SC       | 47 | 22 | 14 | 5 | 3  | 45 | 20 | +25 |
|  | 2.   | Deportivo Quito    | 42 | 22 | 11 | 9 | 2  | 38 | 15 | +23 |
|  | 2.   | LDU Quito          | 42 | 22 | 12 | 6 | 4  | 39 | 19 | +20 |
|  | 2.   | Emelec             | 42 | 22 | 13 | 3 | 6  | 42 | 30 | +12 |
|  | 5.   | Deportivo Cuenca   | 32 | 22 | 9  | 5 | 8  | 30 | 32 | -2  |
|  | 6.   | El Nacional        | 31 | 22 | 9  | 4 | 9  | 35 | 26 | +9  |
|  | 7.   | Téc. Universitario | 30 | 22 | 8  | 6 | 8  | 26 | 27 | -1  |
|  | 7.   | Aucas              | 30 | 22 | 9  | 3 | 10 | 29 | 32 | -3  |
|  | 8.   | ESPOLI             | 28 | 22 | 8  | 4 | 10 | 35 | 39 | -4  |
|  | 10.  | Calvi              | 24 | 22 | 7  | 3 | 12 | 35 | 40 | -5  |
|  | 11.  | Olmedo             | 17 | 22 | 4  | 5 | 13 | 26 | 47 | -21 |
|  | 12.  | Deportivo Quevedo  | 3  | 22 | 0  | 3 | 19 | 9  | 62 | -53 |

Barcelona 2 punti bonus; Deportivo Quito 1.

## Classifica complessiva
|  | Pos. | Squadra            | Pt | G  | V  | N  | P  | GF | GS | DR  |
|  | ---- | ------------------ | -- | -- | -- | -- | -- | -- | -- | --- |
|  | 1.   | Barcelona SC       | 67 | 32 | 20 | 7  | 5  | 62 | 28 | +34 |
|  | 2.   | LDU Quito          | 63 | 32 | 18 | 9  | 5  | 62 | 29 | +33 |
|  | 2.   | Emelec             | 60 | 32 | 18 | 6  | 8  | 62 | 41 | +21 |
|  | 2.   | El Nacional        | 49 | 32 | 14 | 7  | 11 | 56 | 37 | +19 |
|  | 5.   | Deportivo Quito    | 48 | 32 | 12 | 12 | 8  | 48 | 32 | +16 |
|  | 5.   | Aucas              | 48 | 32 | 15 | 3  | 14 | 45 | 43 | +2  |
|  | 5.   | Deportivo Cuenca   | 48 | 32 | 13 | 9  | 10 | 43 | 45 | -2  |
|  | 8.   | Téc. Universitario | 40 | 32 | 10 | 10 | 12 | 38 | 43 | -5  |
|  | 9.   | ESPOLI             | 38 | 32 | 10 | 8  | 14 | 44 | 54 | -10 |
|  | 10.  | Olmedo             | 37 | 32 | 10 | 7  | 15 | 37 | 55 | -18 |
|  | 11.  | Calvi              | 25 | 32 | 7  | 4  | 21 | 44 | 69 | -25 |
|  | 12.  | Deportivo Quevedo  | 8  | 32 | 0  | 8  | 24 | 15 | 80 | -65 |

## Fase finale
Barcelona 3 punti bonus; Deportivo Quito 1; LDU Quito 1.

### Girone per il titolo
|                    | Pos. | Squadra         | Pt | G  | V | N | P | GF | GS | DR  |
| ------------------ | ---- | --------------- | -- | -- | - | - | - | -- | -- | --- |
| Ecuador (bandiera) | 1.   | Barcelona SC    | 19 | 10 | 4 | 1 | 1 | 12 | 5  | +7  |
|                    | 2.   | Deportivo Quito | 19 | 10 | 5 | 3 | 2 | 16 | 10 | +6  |
|                    | 3.   | Emelec          | 15 | 10 | 4 | 3 | 3 | 18 | 18 | 0   |
|                    | 4.   | LDU Quito       | 14 | 10 | 3 | 4 | 3 | 15 | 17 | -2  |
|                    | 5.   | El Nacional     | 11 | 10 | 3 | 2 | 5 | 17 | 17 | 0   |
|                    | 5.   | Aucas           | 7  | 10 | 1 | 4 | 5 | 9  | 19 | -10 |

### Girone per la retrocessione
|  | Pos. | Squadra           | Pt | G | V | N | P | GF | GS | DR |
|  | ---- | ----------------- | -- | - | - | - | - | -- | -- | -- |
|  | 1.   | Olmedo            | 13 | 6 | 4 | 1 | 1 | 12 | 5  | +7 |
|  | 2.   | ESPOLI            | 11 | 6 | 3 | 2 | 1 | 9  | 5  | +4 |
|  | 3.   | Deportivo Quevedo | 5  | 5 | 1 | 2 | 2 | 3  | 6  | -3 |
|  | 4.   | Calvi             | 1  | 5 | 0 | 1 | 4 | 3  | 11 | -8 |

## Verdetti
- Barcelona campione nazionale
- Barcelona e Deportivo Quito in Coppa Libertadores 1998
- LDU Quito in Coppa CONMEBOL 1998.
- Deportivo Quevedo e Calvi retrocessi.

## Classifica marcatori
| Gol |  |  | Giocatore             | Squadra          |
| --- |  |  | --------------------- | ---------------- |
| 24  |  |  | Ariel Graziani        | Emelec           |
| 20  |  |  | Víctor Marcelo Soria  | Deportivo Cuenca |
| 18  |  |  | Nicolás Asencio       | Barcelona SC     |
| 18  |  |  | Carlos Grueso         | ESPOLI           |
| 16  |  |  | Carlos Alberto Juárez | Emelec           |
| 15  |  |  | Fabián Arias          | Deportivo Quito  |
| 15  |  |  | Washington Ayrez      | Deportivo Quito  |
| 14  |  |  | Edison Maldonado      | Aucas            |
| 14  |  |  | Rafael Capurro        | ESPOLI           |
| 14  |  |  | Paúl Guevara          | LDU Quito        |
| 13  |  |  | Alex Escobar          | LDU Quito        |
| 13  |  |  | Patricio Hurtado      | LDU Quito        |
| 12  |  |  | Agustín Delgado       | Barcelona SC     |
| 12  |  |  | Cléber Chalá          | El Nacional      |
| 12  |  |  | Ángel Fernández       | Emelec           |
| 12  |  |  | Christian D'Aguerre   | Olmedo           |